# Teatro UOL
Teatro UOL é um teatro localizado na cidade de São Paulo.

## Crítica
Em 26 de setembro de 2024, foi eleito o Melhor Teatro de Humor de São Paulo pelo Guia Folha. 
Em 28 de setembro de 2014, foi publicado na Folha de S.Paulo o resultado da avaliação feita pela equipe do jornal ao visitar os sessenta maiores teatros da cidade de São Paulo. O local foi premiado com três estrelas, uma nota "regular", com o consenso: "Localizado no shopping Pátio Higienópolis, o teatro tem hall de espera pequeno, aberto minutos antes da apresentação. Na bonbonnière há pipoca, e é permitido entrar com alimentos na sala. As poltronas são confortáveis, e os lugares para cadeirantes ficam na primeira fila. O espaço entre os assentos poderia ser mais amplo."